# إيناكي غويكوتشيا
إيناكي غويكوتشيا (بالإسبانية: Iñaki Goikoetxea)‏ هو لاعب كرة قدم إسباني في مركز الهجوم، ولد في 6 مايو 1982 في ديفا في إسبانيا. لعب مع أتلتيك بيلباو ب وريال يونيون ونادي أموريبايتا ونادي بادالونا ونادي باراكالدو ونادي باسكونيا ونادي بايون.

## وصلات خارجية
- إيناكي غويكوتشيا على موقع قاعدة بيانات كرة القدم.إي يو (الإنجليزية)
- إيناكي غويكوتشيا على موقع Soccerway.com (الإنجليزية)
- إيناكي غويكوتشيا على موقع AS.com (الإسبانية)